# Gulella mayottensis
Gulella mayottensis fue una especie de molusco gasterópodo de la familia Streptaxidae en el orden de los Stylommatophora.

## Distribución geográfica
Fue endémica de Mayotte.